# Plectocomia khasyana
Plectocomia khasyana är en enhjärtbladig växtart som beskrevs av William Griffiths. Plectocomia khasyana ingår i släktet Plectocomia och familjen Arecaceae.
Artens utbredningsområde är Assam (Indien). Inga underarter finns listade i Catalogue of Life.